# Миле Шкорич
Миле Шкорич (хорв. Mile Škorić, нар. 19 червня 1991, Вінковці) — хорватський футболіст, захисник та півзахисник клубу «Осієк» та національної збірної Хорватії.

## Клубна кар'єра
Народився 19 червня 1991 року в місті Вінковці. Розпочав займатись футболом у клубі «Цибалія» з рідного міста, а у віці 15 років потрапив до академії «Осієка». 
Дебютував за першу команду 22 березня 2008 року в матчі чемпіонату проти «Задара» (1:1), вийшовши на заміну в кінці гри. Втім основним гравцем Шкорич не став, за 4 сезони у клубі взявши участь лише у 27 матчах чемпіонату. В результаті Миле покинув клуб і з 2011 по 2013 рік грав у складі команд другого дивізіону країни «Гориця» (Велика Гориця) та ХАШК.
Влітку 2013 року Шкорич повернувся в «Осієк», де цього разу зумів стати основним гравцем. Станом на 26 грудня 2017 року відіграв за команду з Осієка 230 матчів в національному чемпіонаті.

## Виступи за збірні
2006 року дебютував у складі юнацької збірної Хорватії (U-16), загалом на юнацькому рівні взяв участь у 10 іграх.
27 травня 2017 року дебютував в офіційних матчах у складі національної збірної Хорватії в товариській грі проти Мексики (2:1), в якій вийшов в основі і на 77 хвилині отримав червону картку
У травні 2021 року Шкорич був включений до заявки збірної на чемпіонат Європи 2020 року.
| Дата       | Місто        | Господарі | Результат | Гості      | Турнір                               | Голи | Примітки |
| ---------- | ------------ | --------- | --------- | ---------- | ------------------------------------ | ---- | -------- |
| 28-5-2017  | Лос-Анджелес | Мексика   | 1 – 2     | Хорватія   | товариський матч                     | -    | 64', 77' |
| 8-6-2019   | Осієк        | Хорватія  | 2 – 1     | Уельс      | Відбір до ЧЄ 2020                    | -    | 90+3'    |
| 19-11-2019 | Пула         | Хорватія  | 2 – 1     | Грузія     | товариський матч                     | -    |          |
| 17-11-2020 | Спліт        | Хорватія  | 2 – 3     | Португалія | Ліга націй УЄФА 2020-2021 - 1-й етап | -    |          |
| Усього     |              | Матчів    | 4         |            | Голів                                | 0    |          |

## Титули і досягнення
- Чемпіон Хорватії (1):

«Рієка»: 2024/25
- Володар Кубка Хорватії (1):

«Рієка»: 2024/25